# Gran Premio motociclistico degli Stati Uniti d'America
Il Gran Premio motociclistico degli Stati Uniti d'America è stato un appuntamento del motomondiale.

## Storia
Dopo tre edizioni svoltesi tra il 1961 e il 1963, si disputò per la prima volta con validità mondiale nel 1964, sul circuito di Daytona. Dopo una seconda edizione nel 1965, si dovette attendere il 1988 per rivedere una gara del mondiale negli USA, organizzata questa volta sul circuito di Laguna Seca dove venne disputata fino al 1994 (ad eccezione del 1992).

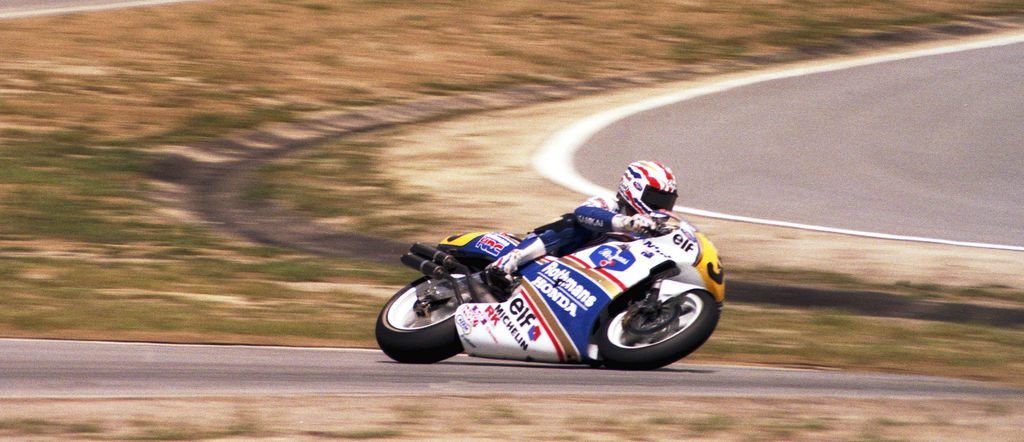
Mick Doohan sulla pista di Laguna Seca nell'edizione del 1990

Dopo 11 anni, il Gran Premio statunitense è ritornato a disputarsi nuovamente a Laguna Seca a partire dal 2005, riservandolo però solo alla classe MotoGP (in quanto le leggi californiane vietano la circolazione di motocicli a 2 tempi in cui rientrano anche quelli utilizzati nelle classi 250 e 125).

## Albo d'oro

### Edizioni non valevoli per il motomondiale
| Anno | Circuito | classe 50           | classe 125          | classe 250  | classe 500          |
| ---- | -------- | ------------------- | ------------------- | ----------- | ------------------- |
| 1961 | Daytona  |                     |                     | Moto Kitano | Tony Godfrey        |
| 1962 | Daytona  | Kunimitsu Takahashi | Kunimitsu Takahashi | Jess Thomas | Kunimitsu Takahashi |
| 1963 | Daytona  | Mitsuo Itō          | Ernst Degner        | Fumio Itō   | Don Vesco           |

### Edizioni valevoli per il motomondiale
| Anno | Circuito    | classe 50     | classe 125        | classe 250      | classe 500    | classe sidecar               | Resoconto |
| ---- | ----------- | ------------- | ----------------- | --------------- | ------------- | ---------------------------- | --------- |
| 1964 | Daytona     | Hugh Anderson | Hugh Anderson     | Alan Shepherd   | Mike Hailwood |                              | Resoconto |
| 1965 | Daytona     | Ernst Degner  | Hugh Anderson     | Phil Read       | Mike Hailwood |                              | Resoconto |
| 1988 | Laguna Seca |               |                   | Jim Filice      | Eddie Lawson  |                              | Resoconto |
| 1989 | Laguna Seca |               |                   | John Kocinski   | Wayne Rainey  | Steve Webster- Tony Hewitt   | Resoconto |
| 1990 | Laguna Seca |               |                   | John Kocinski   | Wayne Rainey  | Alain Michel- Simon Birchall | Resoconto |
| 1991 | Laguna Seca |               |                   | Luca Cadalora   | Wayne Rainey  | Steve Webster- Gavin Simmons | Resoconto |
| 1993 | Laguna Seca |               | Dirk Raudies      | Loris Capirossi | John Kocinski |                              | Resoconto |
| 1994 | Laguna Seca |               | Takeshi Tsujimura | Doriano Romboni | Luca Cadalora |                              | Resoconto |

| Anno | Circuito    | MotoGP          | Resoconto |
| ---- | ----------- | --------------- | --------- |
| 2005 | Laguna Seca | Nicky Hayden    | Resoconto |
| 2006 | Laguna Seca | Nicky Hayden    | Resoconto |
| 2007 | Laguna Seca | Casey Stoner    | Resoconto |
| 2008 | Laguna Seca | Valentino Rossi | Resoconto |
| 2009 | Laguna Seca | Daniel Pedrosa  | Resoconto |
| 2010 | Laguna Seca | Jorge Lorenzo   | Resoconto |
| 2011 | Laguna Seca | Casey Stoner    | Resoconto |
| 2012 | Laguna Seca | Casey Stoner    | Resoconto |
| 2013 | Laguna Seca | Marc Márquez    | Resoconto |